# La bruja del ámbar (novela)
La bruja del ámbar es una novela alemana del escritor Wilhelm Meinhold (1797–1851) publicada en 1838. Su título en alemán es Maria Schweidler, die Bernsteinhexe. La novela fue publicada originalmente como un engaño literario que pretendía ser una crónica real del siglo XVII. Meinhold admitió más tarde haber sido autor del engaño, pero tuvo algunas dificultades para demostrar que él era su autor. En 1844, se publicó en Gran Bretaña con el título The Amber Witch en dos traducciones al inglés: una de EA Friedlander y otra, más duradera, de Lucie, Lady Duff-Gordon.
La traducción de Lady Duff Gordon fue muy popular entre los victorianos y tuvo numerosas ediciones, incluida una edición especial, lujosa, de 1895 ilustrada por Philip Burne-Jones. La novela fue una de las favoritas de Oscar Wilde cuando era niño. En 1861 se convirtió en una ópera, La bruja del ámbar, compuesta por William Vincent Wallace. La ópera de Wallace ha caído en el olvido, pero la novela en la que se basó ha seguido republicándose, tanto de forma independiente como en antologías.

## Historia de la novela

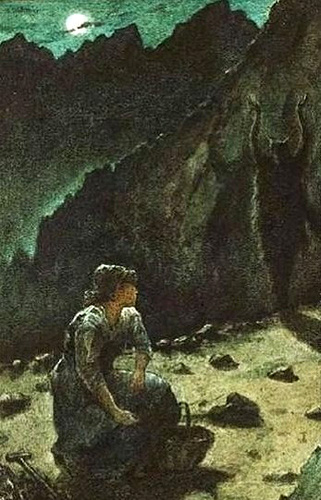
Aparición en el Streckelberg, una ilustración de Philip Burne-Jones para una edición de 1895 de The Amber Witch.

Meinhold afirmó haber descubierto un manuscrito escrito por un ministro del siglo XVII, Abraham Schweidler (supuestamente pastor de Coserow y conocido por sus sermones de fuego y azufre) entre la basura del coro de la antigua iglesia de Coserow. El manuscrito contenía la historia de la hija del pastor, María, la "Bruja del Ámbar".
El relato fue descrito por Meinhold, en el subtítulo de la novela, como "el juicio mas interesante por brujería jamás conocido". Cuando apareció por primera vez, casi todos los críticos alemanes creyeron que era un documento histórico auténtico. La obra atrajo la atención de la crítica, no sólo por la naturaleza dramática de su narrativa, sino también por las disputas sobre qué partes eran originales y cuáles eran reconstrucciones de Meinhold, escritas imitando el estilo del siglo XVII.
La intención de Meinhold era tender una trampa a los discípulos de David Strauss y su escuela, quienes afirmaban que la Biblia era una colección de leyendas derivadas de investigaciones históricas asistidas por evidencia interna. En un desafío directo a estos "críticos documentales modernos", Meinhold escribió en su prefacio a La bruja del ámbar:

Por eso he intentado, no precisamente suplir lo que falta al principio y al final, sino restaurar las hojas que han sido arrancadas por la mitad, imitando, tan fielmente como he podido, el lenguaje y la manera del antiguo biógrafo, para que la diferencia entre la narración original y mis propias interpolaciones no fuera demasiado evidente.

Esto lo he hecho con mucho trabajo y después de muchos intentos infructuosos; pero me abstengo de señalar los pasajes particulares que he añadido, para no perturbar el interés histórico de la mayor parte de mis lectores. Para la crítica moderna, que ahora ha alcanzado un grado de agudeza nunca antes igualado, tal confesión sería simplemente superflua, ya que los críticos distinguirán fácilmente los pasajes en los que habla el pastor Schweidler de los escritos por el pastor Meinhold."

Sólo en una edición posterior el autor admitió que el cuento era completamente imaginario. Su confesión de que era un engaño fue rechazada al principio, pero pronto fue aceptada como la verdad. Como escribió The Times a finales de la década de 1840:

Meinhold no los perdonó [a Strauss y sus discípulos] cuando cayeron en su trampa, y [él] se divirtió con el conocimiento histórico y la perspicacia crítica que no podían descubrir el romancero contemporáneo bajo la máscara de hace dos siglos, mientras que ellos deciden tan positivamente sobre las autoridades de los escritos más antiguos del mundo.

El engaño se realizó con gran habilidad y atención al detalle, utilizando un lenguaje que se habría empleado en la Alemania del siglo XVII.
El escritor Seabury Quinn escribió un artículo en la edición de agosto de 1925 de Weird Tales en el que, sin saber del engaño, relató la trama de La bruja del ámbar como si fuera un hecho histórico real.

## Trama
La historia se desarrolla durante la Guerra de los Treinta Años. El supuesto autor, el reverendo Abraham Schweidler, casi pierde a su única hija, María, debido a un complot de un pretendiente rechazado, el sheriff Appelmann, quien acusó a María de practicar brujería. En esto le ayudó una mujer malvada y celosa del vecindario.
Después de un juicio y bajo la amenaza de la más terrible tortura, María, totalmente inocente del crimen, confiesa. Mientras se dirige a la hoguera, es rescatada por un joven noble valiente que la ama y que expone el malvado complot contra ella.